# 吸血鬼在日本
《吸血鬼在日本》，台版動畫翻譯為《吸血鬼德古拉》，是手冢治虫在秋田書店的週刊少年Champion连载的日本漫画，電視動畫于1982年4月5日至4月26日在東京電視台毎週月曜日的19時至19時30分放映。
本作的動畫版在僅播出4集後就因贊助商倒閉而完結，迄今仍為日本電視動畫播放最短回數完結的紀錄保持者；不過由於已有一定的後續話數已完成製作，因此在之後的地方重播與海外授權時的集數增加到8集。

## 登场人物
德九拉伯爵(ドン・ドラキュラ伯爵)（配音員：内海賢二）
台版漫畫翻譯為卓九勒伯爵，動畫則直翻德古拉，原先住在羅馬尼亞，現與女兒巧克拉和僕人伊可爾住在東京練馬區的郊外洋房，相當溺愛女兒巧克拉，對現代的日本社會不太能適應。
雖然最喜愛美女的血，但在故事中因運氣不好或助人之故其實並不挑，真的沒血可吸時甚至會吃杯麵果腹。雖然是吸血鬼，但很堅持只吸血而不隨意殺人，對濫殺無辜這件事非常反感，有時還會誤打誤撞做了善事。
害怕大蒜、流動的水、十字架和太陽，尤其最討厭大量使用大蒜的中國菜和韓國菜，雖然碰到陽光會變成灰，但只要將灰燼收齊後放進棺材，再倒入女性的血即可恢復。
雖說不喜歡人類，但會對否定他們吸血鬼存在或當作迷信的事情感到生氣。
妻子是已經離婚的狼人蜜娜，相當反對前妻為了吸血任意殺人。
巧克拉(チョコラ)（配音員：島津冴子）
伯爵的女兒，對人類世界相當有興趣，目前在高田馬場就讀夜校，比起德九拉聰明許多。
因為有著母親的狼人血統，所以並不怕水，與父親同樣能變身為蝙蝠。
伊可爾(イゴール)（配音員：大山高男）
德九拉家中的僕人兼馬車駕駛，雖然長得很醜但對德九拉父女兩人相當忠心。
與凡赫辛的角色造型在本作之前的其他作品就出現過。
布蘭達(ブロンダ)(配音員：片岡富枝)
外國女性，德九拉最初來日本時第一個被他吸血的人類，長的又醜又胖而且又有高血壓，被德九拉不小心吸血後對他一見鍾情，甚至找到其住處天天來騷擾，使得德九拉相當怕她。
過去的確是個苗條的美女，因遭到被封印在道林格雷的畫像中的丈夫家暴而離家出走後而來到日本，而因為愛上日本的拉麵而一直猛吃，最後才變成這副模樣，與前夫重逢時嚇得他落荒而逃。
凡赫辛教授(リップ・ヴァン・ヘルシング教授)（配音員：瀧口順平）
來自荷蘭的驅魔師，德九拉的永遠死對頭。
長的很矮，雖然對卓九勒來說是相當難纏的對手，但因為每次在興奮時痔瘡就會發作，所以總是抓不到卓九勒，目前在巧克拉就讀的國中夜校擔任美術老師，但繪畫的水準似乎也不怎樣。
卡蜜拉(カーミラ)
台版漫畫翻譯為蜜娜，只在原作登場的女狼人，德九拉的前妻以及巧克拉的生母，因為濫殺的猛擰個性與伯爵的價值觀起了衝突，甚至因為嫉妒而妨礙德九拉去吸處女的血，三百年前在失去巧克拉的監護權後離家出走，對巧克拉灌輸「現代人類才像是殺人犯」的觀念，最後在與爭奪巧克拉的過程中被德九拉吸乾血而戰敗。

## 外部連結
- 手塚治虫官方網站内作品網頁（漫畫『吸血鬼在日本』）（页面存档备份，存于）（日語）
- 手塚治虫官方網站内作品網頁（動畫『吸血鬼在日本』）（页面存档备份，存于）（日語）